# Freeek!
«Freeek!» es un sencillo escrito e interpretado por el cantante pop Inglés George Michael en 2001, y que más tarde apareció en su álbum Patience (2004). Su letra alude a las fantasías sexuales y se hizo más explícita gracias al vídeo musical que lo promocionó.
El sencillo fue lanzado en marzo de 2002; el primero de seis en ser lanzados de Patience, aunque el álbum en sí no fue lanzado hasta 2004.
La canción entró en el top 10 en muchas listas europeas alcanzando el número uno en cuatro países (España, Italia, Dinamarca y Portugal), la primera vez que George Michael alcanzó el número uno en estos países desde "Careless Whisper".
La canción contiene muestras de "Try Again" de Aaliyah, "Breathe & Stop" por Q-Tip, y "N.T" por Kool & the Gang.
El vídeo musical que promocionó la canción es uno de los más ambiciosos y chocantes de la carrera de George Michael: dirigido por Joseph Kahn, se ambienta en una ciudad del futuro, oscura y de aspecto apocalíptico, donde la población consume sexo virtual. El vídeo incluye un vestuario extraño (que caracteriza al protagonista como un cíborg) y coreografías del cantante con cuatro bailarinas que mediante efectos visuales se convierten en perros dóberman.

## Posicionamiento
| Listas (2002) | Posición |
| ------------- | -------- |
| Denmark       | 1        |
| Italy         | 1        |
| Croatia       | 1        |
| Spain         | 1        |
| Greece        | 4        |
| France        | 7        |
| Australia     | 5        |
| Germany       | 7        |
| UK            | 7        |

## Listado de canciones

### Maxi CD (Polydor/570 681-2)
1. «Freeek!» – 4:33
2. «Freeek!» (The Scumfrogs Mix) – 6:41
3. «Freeek!» (Moogymen Mix) – 8:29

- Datos: Q2173232